# Євгенія Кружеван
Євгенія Кружеван (рум. Eugenia Crușevan; нар. 1889, Фалешті, Басарабія — пом. 11 березня 1976, Тімішоара, Румунія) — перша жінка-юрист у Бессарабії.

## Біографія
Євгенія Кружеван народилася в 1889 році в Фалешті, Бессарабія, в родині Епамінонда Кружевана. Навчалась в середній школі в Кишиневі, а пізніше — на юридичному факультеті Московського університету, який закінчила у 1918 році.
Свою адвокатську кар'єру вона почала з реєстрації в адвокатській колегії в місті Кишинів.
Працювала юрисконсультом при Єпархіальній раді Кишинівської та Хотинської архієпархії, секретарем товариства румунських жінок. У 1944 році евакуювалась до Румунії, оселившись у Бузау та зберігши архів установи, де вона працювала. На початку 1950-х вона переїхала до Тімішоари. Займалася адвокатською діяльністю до виходу на пенсію. 11 березня 1976 року вона померла, похована на кладовищі в Тімішоарі.

## Відзнаки
У публікації «Слово справедливості» (№ 1919) день її призначення адвокатом описується так: 
«Випускниця юридичного факультету Московського університету, яку Рада адвокатів одноголосно зареєструвала в Бессарабській колегії адвокатів. Міс Кружеван — перша жінка — адвокат з Бессарабії».
У Кишиневі вона жила на вулиці Марасті, 2, нинішній Театральній вулиці. Вулиця «Адвокат Євгенія Кружеван» у Кишиневі носить її ім'я.